# Cherville
Cherville is een gemeente in het Franse departement Marne (regio Grand Est) en telt 92 inwoners (2009). De plaats maakt deel uit van het arrondissement Châlons-en-Champagne.

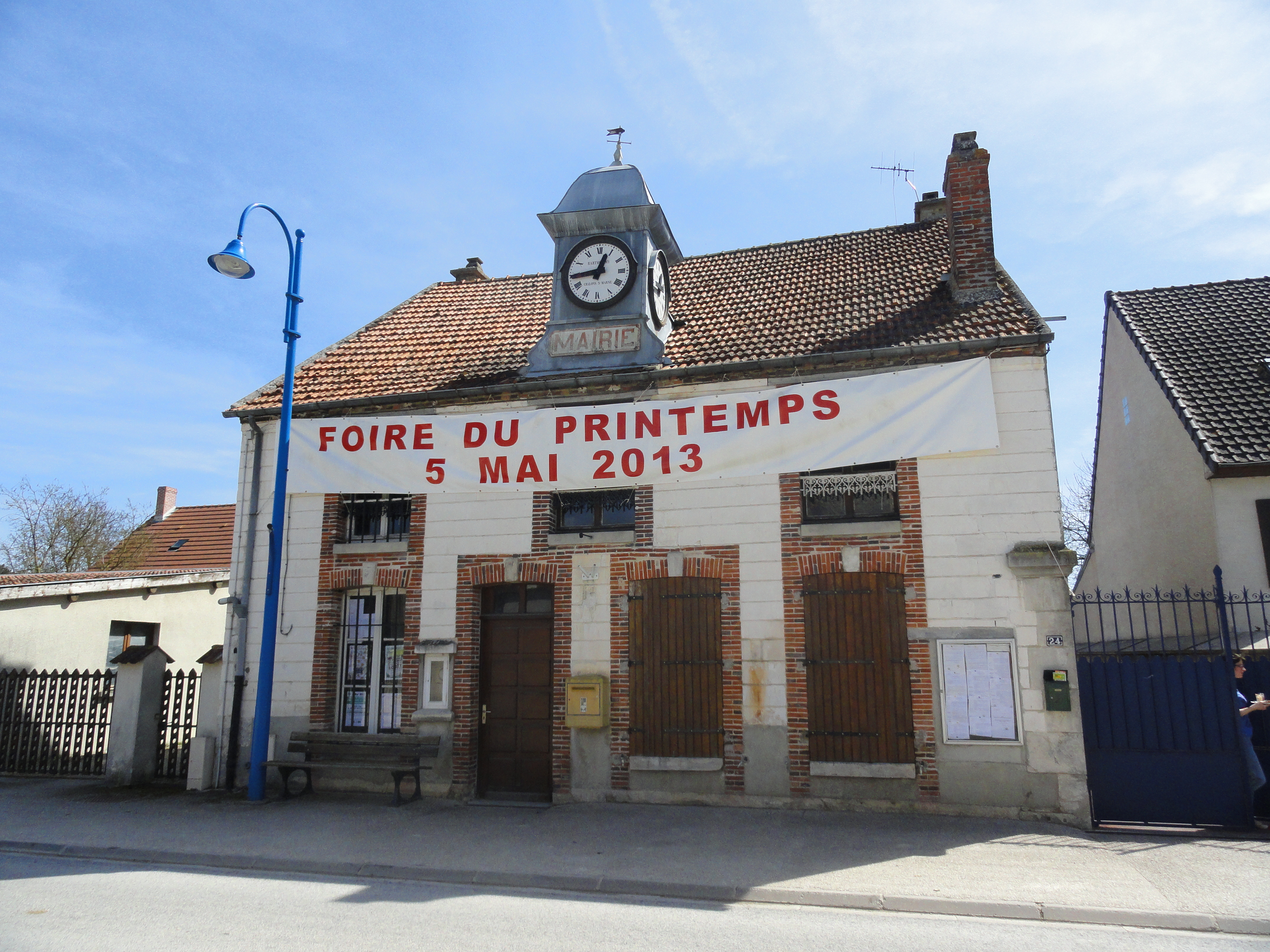
Gemeentehuis
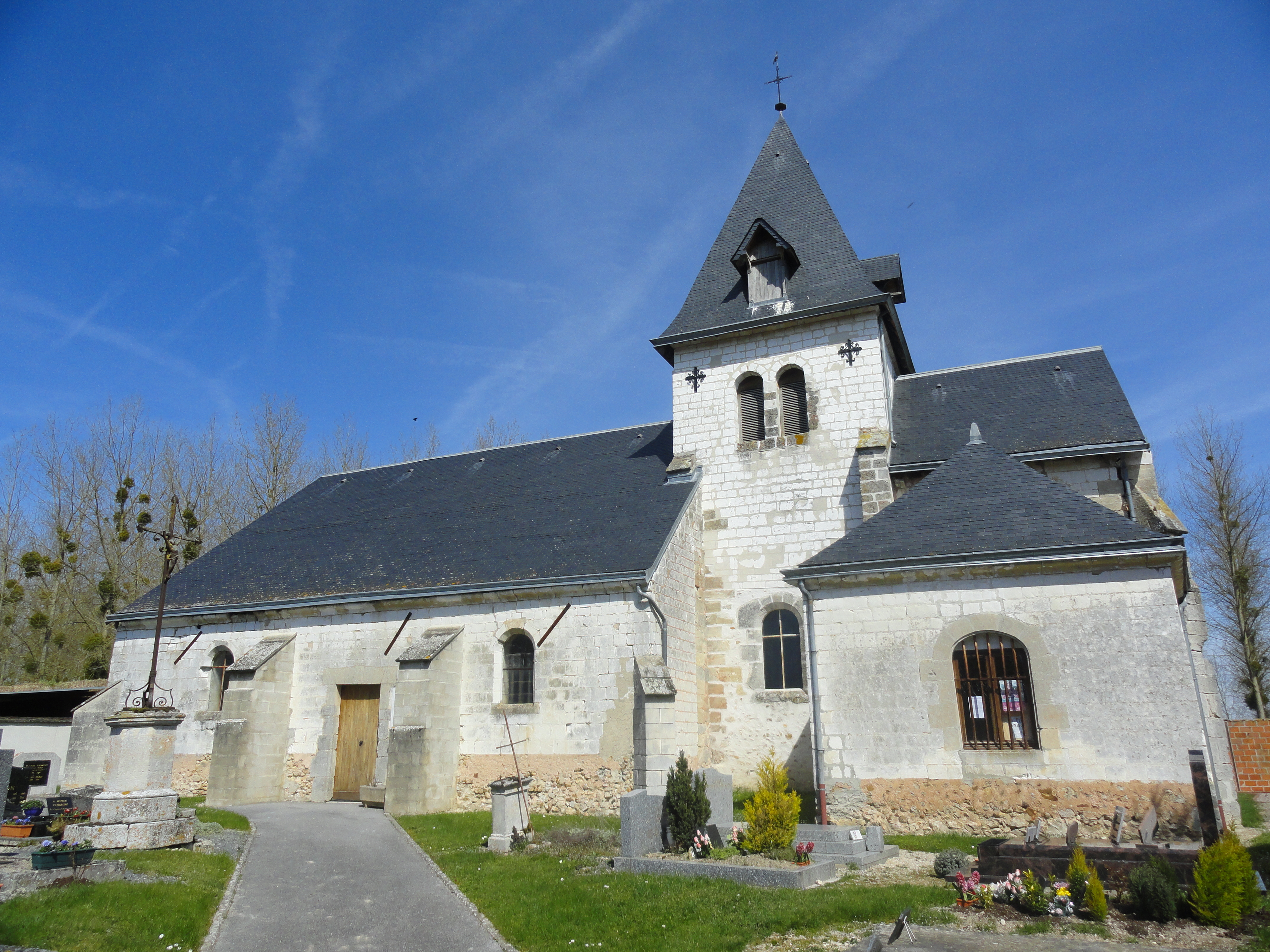
Kerk van Cherville
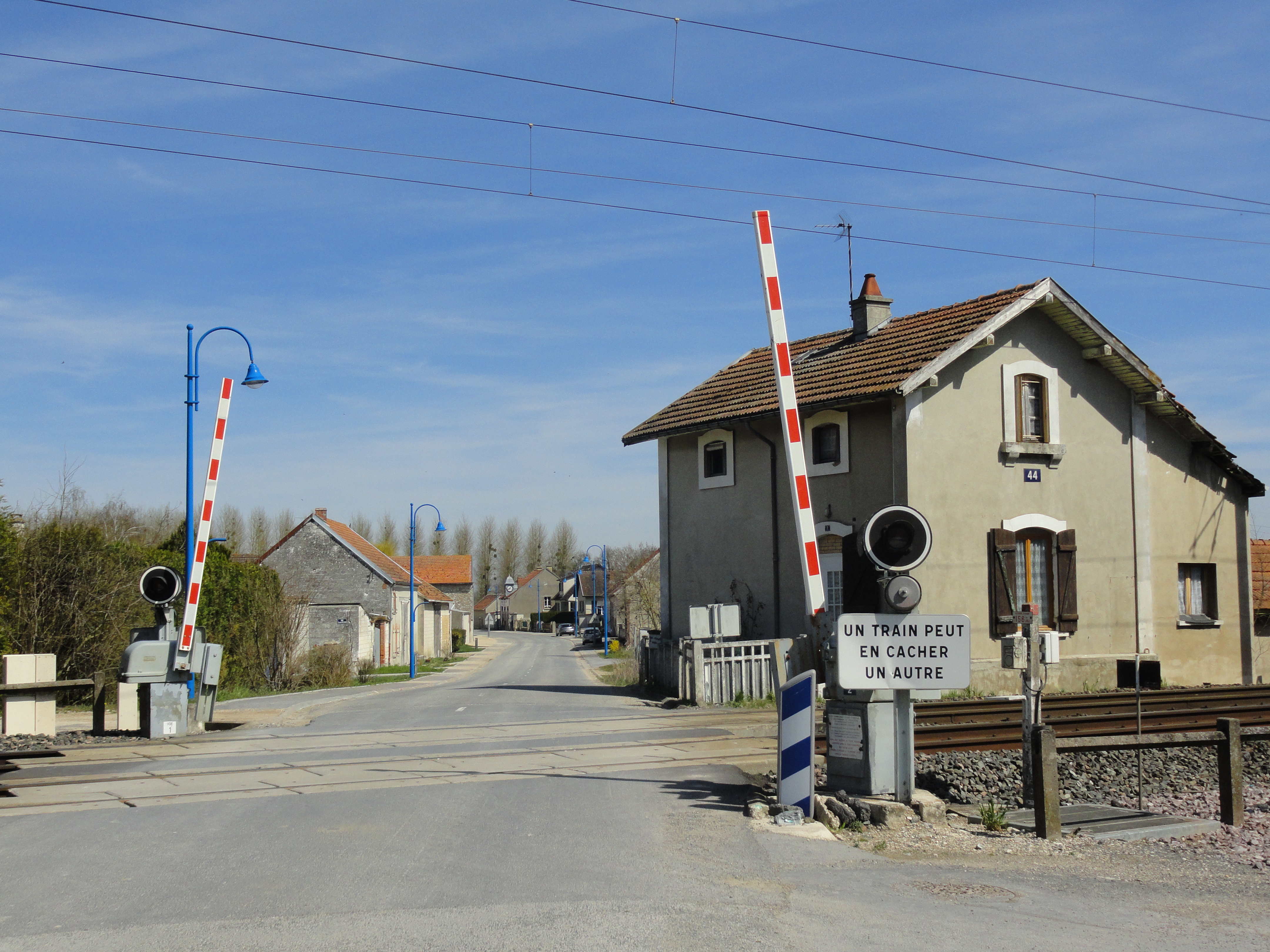
Spoorwegovergang aan de rand van het dorp

## Geografie
De oppervlakte van Cherville bedraagt 3,7 km², de bevolkingsdichtheid is dus 24,9 inwoners per km².
De onderstaande kaart toont de ligging van Cherville met de belangrijkste infrastructuur en aangrenzende gemeenten.

## Demografie
Onderstaande figuur toont het verloop van het inwonertal (bron: INSEE-tellingen).